# 石田英一郎
石田英一郎（日语：／ Ishida Eiichirō，1903年6月30日—1968年11月9日）日本文化人类学学者、民族学学者。

## 生平
1903年，石田英一郎出生在大日本帝国大阪府，父亲是男爵石田八弥，英一郎是土佐藩出身的幕末志士石田英吉的孙子。1925年6月1日，英一郎继承了父亲的男爵爵位。
石田英一郎毕业于天王寺中学、东京府立四中、京都帝国大学经济学部（中途退学）。1926年3月24日，放棄男爵爵位。1928年，他参加了京都学连事件、三·一五事件。1934年，他被羁押到监狱。
1937年，他到国外留学，学习历史学、民族学。
1944年，他担任蒙古善隣協会西北研究所次长。
1948年，他的著作《河童驹引考》出版。
1949年，他担任日本法政大学教授。
1951年，他担任东京大学教养学部教授、文化人类学教室第一届主任。
1964年，他正式退休，担任日本东北大学日本文化研究施设所教授、多摩美术大学学长。
1967年，他担任日本民族学会会长。
1961年，他取得东京大学文学博士学位，论文是。

## 思想

### 宦官现象
对于为什么古代日本没有宦官，石田英一郎指出：“去势本来是一种畜牧技术，被文明国家应用到宫廷生活中来。从文化史或文化圈来看，大陆文化要素未传入日本或者日本未普及的，大部分直接或间接地属于畜牧性文化系统。”

## 著作

### 单著
- 《石田英一郎全集》全8卷，筑摩书房 1970-72年、新装版1977-78年
- 《河童驹引考·比较民族学的研究》，筑摩书房 1948年、东京大学出版会 1980年、岩波文库（解说田中克彦），1994 年
- 《一寸法师》，弘文堂，1948年
- 《日语：》，福村书店，1950年
- 《民族学的基本问题》，北隆馆，1950年
- 《文化人类学》，河出文库，1955年、新版 新泉社 1982年
- 《桃太郎之母·比较民族学的论集》，法政大学出版局 1956年、讲谈社学术文库（解说増田义郎） 1984年，新版2007年（解说小松和彦）
- 《文化人类学序说》，时潮社 1959年、文化人类学入门 讲谈社学术文库（解说友枝啓泰） 1976年
- 《东西抄：日本・西洋・人间》，筑摩书房，1965年、新版1985年
- 《玛雅文明·世界史之谜》，中公新书 1967年
- ，角川书店 1968年
- 《日本文化论》，筑摩书房 1969年、新版1982年（解说山口昌男） 1987年
- 《人间之文化的探求》，人之思想：文艺春秋 1970年

### 合著和编著
- 《人类学概说》，寺田和夫、石川荣吉，日本评论新社，1958年
- 《人类的诞生》，寺田和夫，小学馆，1960年
- 《人类学》，东京大学出版会，1961年、新版1978年
- 《日本国家的起源》，角川书店，1966年、新版1976年
- 《日本农耕文化的起源》，泉靖一，角川书店，1968年
- 《石田英一郎对谈集》，筑摩丛书，1970年、复刊1985年

### 译著
- 《人类的百万年·人类学入门》，时事通信社，1959年

### 评传
- 《日本民俗文化大系8·石田英一郎》，山口昌男解说、讲谈社，1979年，评传之著作解说
- 山口昌男《日语：》，讲谈社学术文库，1986年、改订版